# Pseudencyrtus cecidomyiae
Pseudencyrtus cecidomyiae is een vliesvleugelig insect uit de familie Encyrtidae. De wetenschappelijke naam is voor het eerst geldig gepubliceerd in 1885 door Howard.